# Wilhelm Malte I

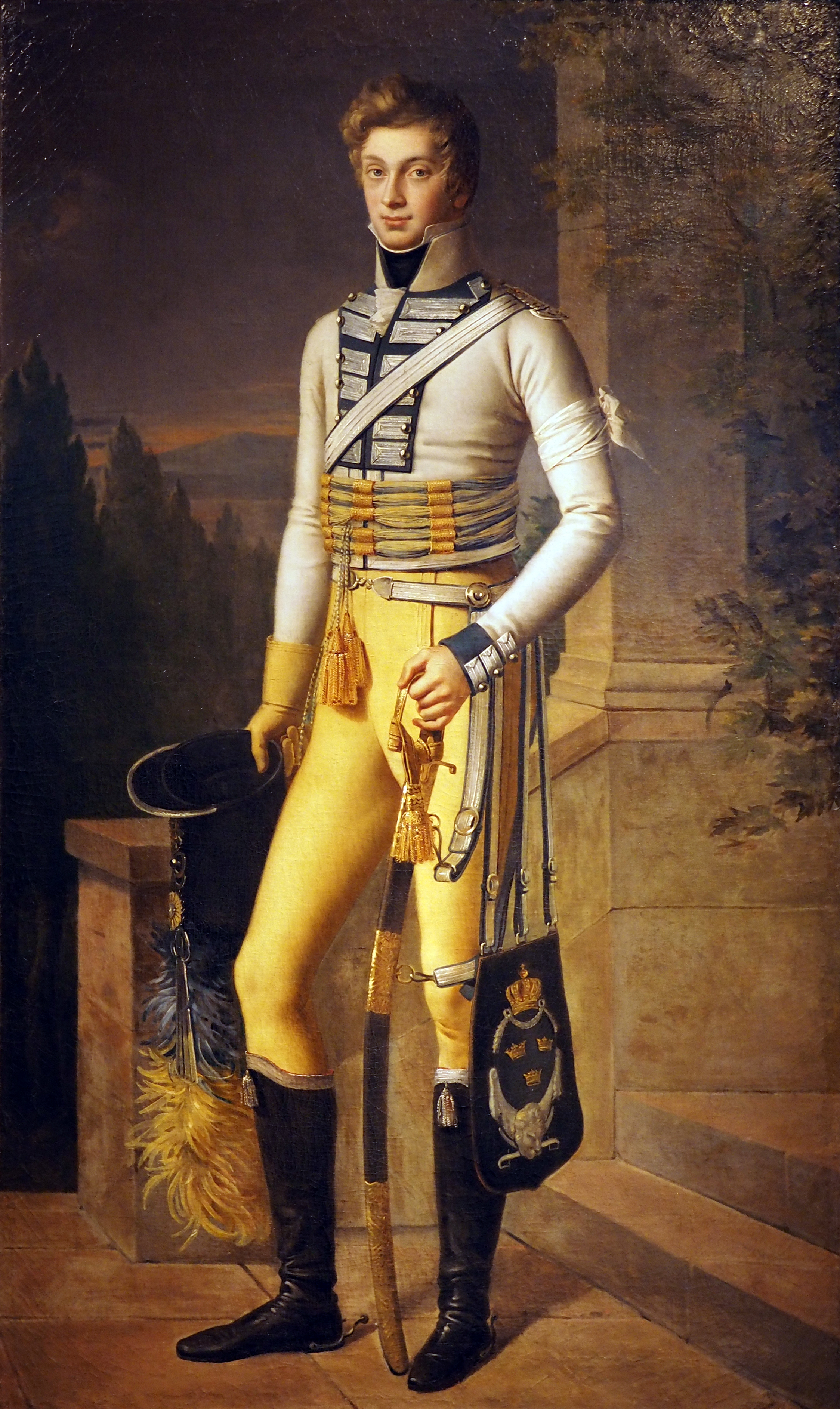
Målning av Wilhelm iklädd uniform m/1802 för en kornett vid Lätta livdragonregementet. Målning från ca 1802 av okänd.

Wilhelm Malte I även Vilhelm Malte Putbus (tyska: Wilhelm Malte I. Fürst und Herr zu Putbus), född 1 augusti 1783, död 26 september 1854, var en furste, svensk-tysk militär och ämbetsman som härstammade från den gamla slavisk-rügenska adelsfamiljen Putbus. Han tjänstgjorde som svensk vice generalguvernör i Svenska Pommern och senare, under preussiskt styre, som ordförande i  parlamentet över Nya Västpommern och Rügen.
Genom omfattande byggverksamhet i klassicismens stil under Berlins inflytande lämnade Wilhelm Malte I många spår på ön Rügen under första hälften av 1800-talet. Han grundade sitt furstliga residens Putbus 1810 och förde en avsiktlig bosättningspolitik för platsen, som beviljades stadsrättigheter 150 år senare.

## Biografi
Wilhelm Malte föddes som son till den svenske hovmarskalken greve Malte Friedrich zu Putbus och hans hustru Sophie Wilhelmine, född grevinnan von der Schulenburg från huset Beetzendorf, när Rügen fortfarande tillhörde Sverige till följd av trettioåriga kriget, som en del av Svenska Pommern. Han var bara tre år gammal när hans far dog och arvet föll på honom och därmed också den ärftliga marskalkens värdighet. Efter studier vid universiteten i Greifswald och Göttingen trädde han i svensk tjänst hos de Lätta livdragonregementet den 21 juli 1800.
Efter att ha blivit svensk kammarherre den 14 september 1802 upphöjdes Wilhelm Malte till svensk furstestatus av Gustav IV Adolf den 25 maj 1807. Vid Greifswalds lantdag i augusti 1806 hade kungen också infört den progressiva svenska grundlagen för Svenska Pommern och därmed mött motstånd från den lokala adeln. Kungen tillsammans med den unge Wilhelm Malte lockade därför till sig en "svenskvänlig" generalguvernör, som då skulle bli primus inter pares i de pommerska godsen.
Efter den franska ockupationens slut utnämndes han 1813 till vice generalguvernör över Svenska Pommern av den regerande svenske kronprinsen Karl Johan. Detta var traditionellt förknippat med kanslersämbetet vid universitetet i Greifswald.
Som ett resultat av freden i Kiel blev Rügen danskt under en kort period 1814 men blev sedan givet till Preussen 1815, inte minst tack vare furstens förtjänst under Wienkongressen. År 1817 bekräftade kung Fredrik Vilhelm III därför hans furstestatus inom Preussens adel och även hans värdigheten som ärftliglantmarskalk, generalguvernör och universitetskansler. Han blev nu också ordförande i parlamentet för Nya Västpommern och Rügen och fick en viril omröstning i provinsparlamentet. Samma år köpte han godset Spyker av greve Magnus Fredrik Brahe. Han behöll även titeln generalguvernör och motsvarande lön eftersom en utnämning till statsdirektör i Stralsunds förvaltningsdistrikt skulle ha varit liktydig med en inskränkning av hans befogenheter. 
Han hade officiellt titeln "Kunglig generalguvernör över provinsen Nya Västpommern". Han var medlem av höga statsrådet, kansler för det kungliga rådet och Akademin i Greifswald. Han var generallöjtnant och även chef för det 2:a Landwehr -regementet i Preussen. Han var riddare av Röda örns orden av första klass  och Johanniorden, samt kommendör med stora korset av Nordstjärneorden och riddare av Svärdsorden. 
Kung Frederik Vilhelm III anförtrodde honom även med diplomatiska uppdrag, såsom kröningen av den brittiska drottningen Victoria.
Under hans välde uppkom ett livligt byggnadsliv med deltagare från det preussiska hovarkitekterna Schinkel, Stüler och Steinmeyer. Som alla lämnat ännu idag oöverskådliga spår efter sig på ön Rügen. Ön fick ett ekonomiskt och kulturellt uppsving. Putbus var delaktig i socker- och kritfabriker, lät bedriva skeppsbyggeri och grundade det första havsbadet på Rügen. Därtill lade han med grundandet av Pädagogiums Putbus, ett läroverk för gossar från adeln och borgerskapet, 1836 grunden till dagens ut- och fortbildningstradition i Putbus som alla lämnade omisskännliga spår på ön.
År 1847 var han ledamot av den första förenade Landtagen, och 1850 var han ledamot av representanthuset i Erfurt Unions Parliament. År 1854 avled fursten i en blåssinfektion efter en lång tid av feber och sjukdom. Han begravdes i familjekryptan i huset Putbus i Vilmnitz kyrka.

## Ättlingar
Wilhelm Malte I gifte sig med Sophie Friederike Wilhelmine Luise von Lauterbach (född 7 oktober 1784 i Frankfurt am Main; död 27 september 1860 i Putbus augusti 1806 i Frankfurt am Main. Luise von Lauterbach hade tidigare varit gift med Greve Röttger von Veltheim (1781–1848) sedan 1802, från vilken hon skilde sig 1806 för att gifta sig med Wilhelm Malte I. Från deras första äktenskap kom dottern Ottonie von Veltheim (* 28 juli 1805; senare gift med Otto August Freiherr von Veltheim). Furstinnan Luises första make var en välkänd hippolog som gifte om sig med Charlotte Antonie Friederike von Bülow 1808. När hon dog 1848 sköt han sig själv samma dag. 
Wilhelm Malte I och Luise von Lauterbach fick döttrarna grevinnan Clothilde zu Putbus (25 april 1809; död 19 oktober 1894), gift med greve Hermann Friedrich von Wylich och Lottum (1796–1849) och grevinnan Asta Luise zu Putbus (1812; död 1850), förutom deras förstfödde son Malte (16 september 1807). Hon gifte sig med Franz Georg Albert Carl von Veltheim (1812–1874).
Med Wilhelm Malte I dog huset Putbus ut på grund av hans ende son Maltes tidiga död i den successiva manliga linjen. Berättigad till arv eftersom hans son efterlämnade en naturlig son: Carl August Malte Baison, som dock som adoptivson till sin mormor, Furstinnan Luise zu Putbus, fick en kunglig preussisk adelslegitimering 1854 och från och med då fick använda sitt ädla födelsenamn von Lauterbach. 
Titeln furste och besittning av en major övergick till Wilhelm Maltes sonson Wilhelm Carl Gustav Malte, greve av Wylich och Lottum (16 april 1833; död 18 april 1907), son till hans äldsta dotter Clothilde, som med kunglig bekräftelse tog namnet Wilhelm Malte II, Furste och herre av Putbus. 

### Bilder

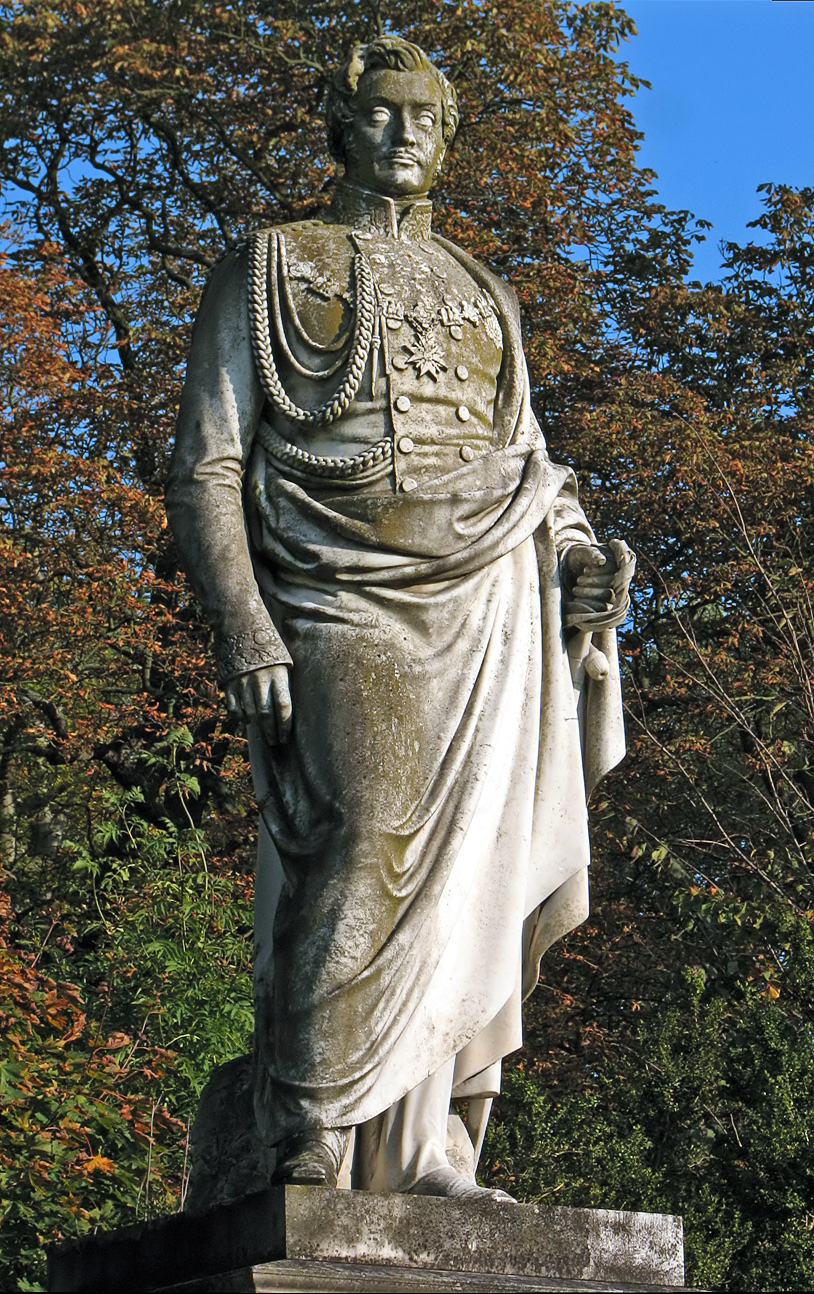
Staty över Wilhelm Malte I, furste till Putbus, uppförd 1859.
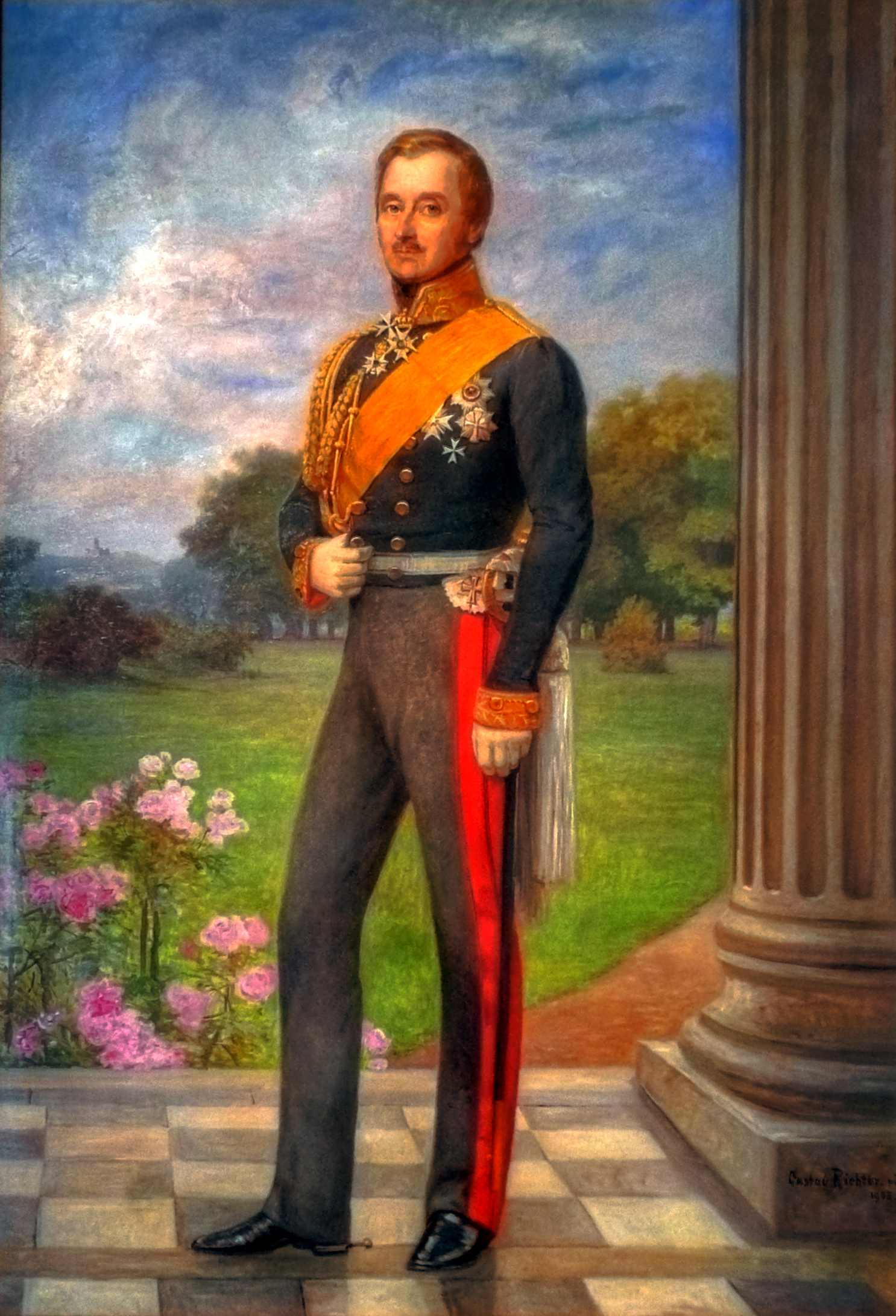
Porträtt av Wilhelm Malte, oljemålning ifrån Granitz slott på Rügen
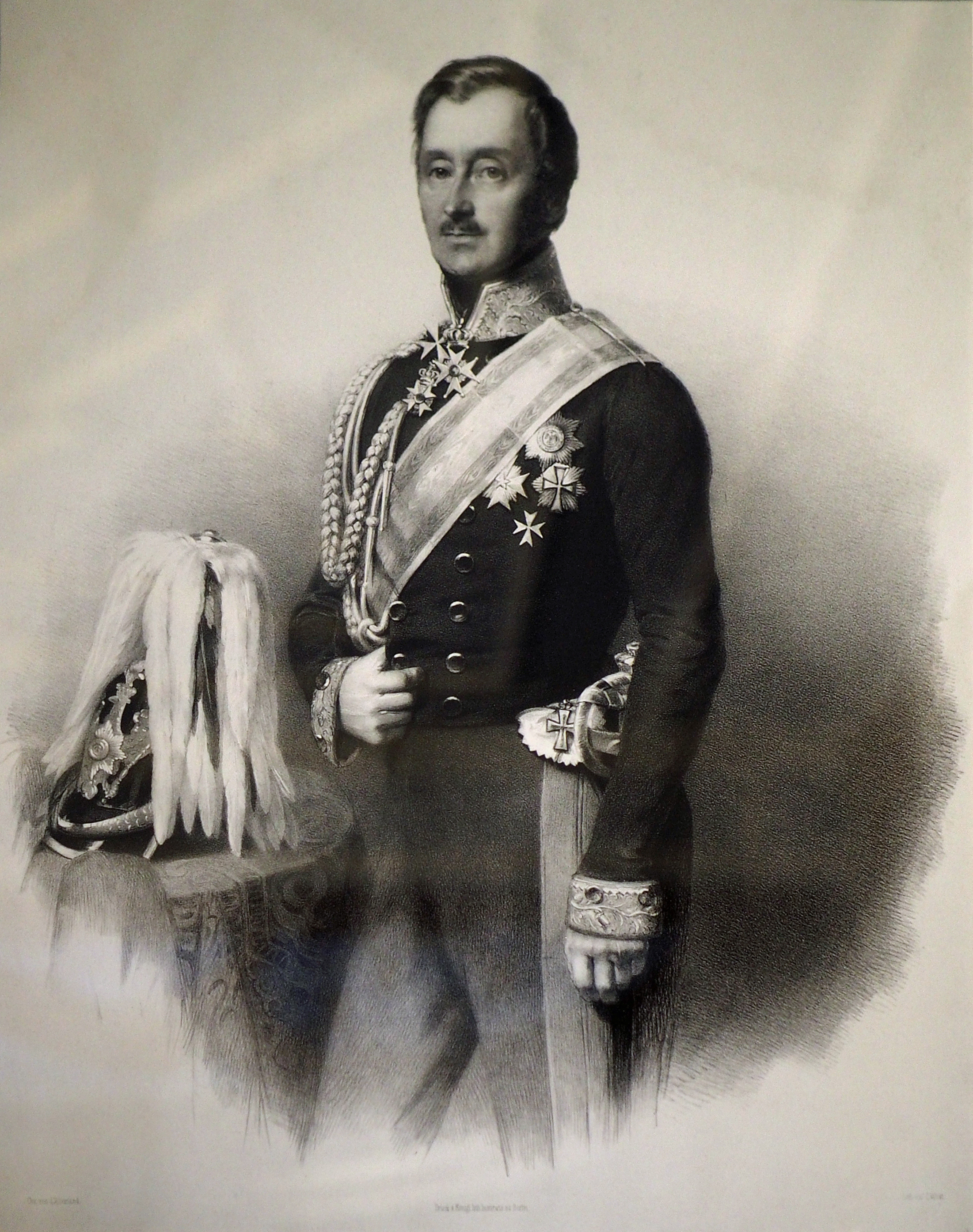
Wilhelm Malte I iklädd fulla regalier
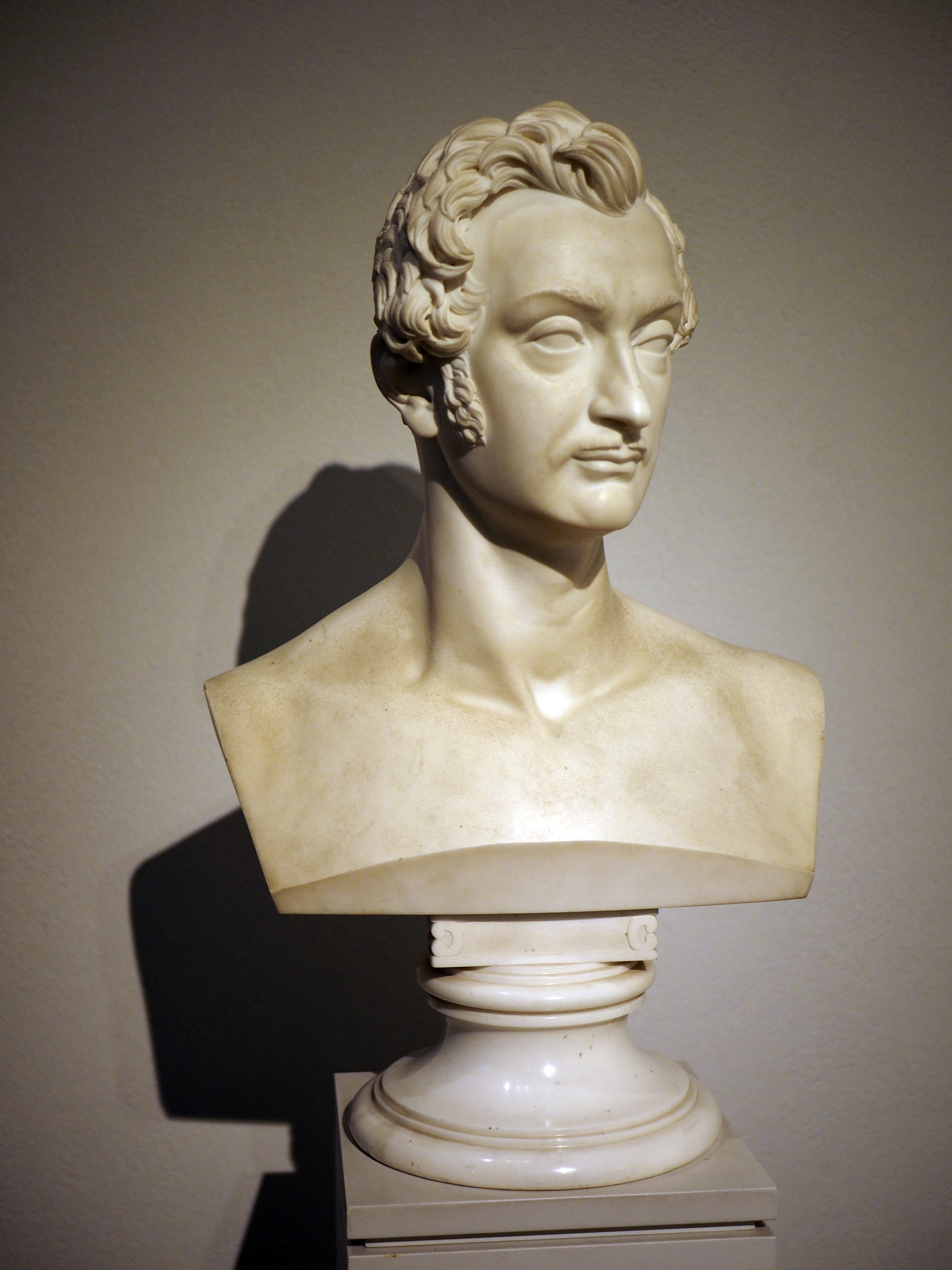
Byst av Putbus
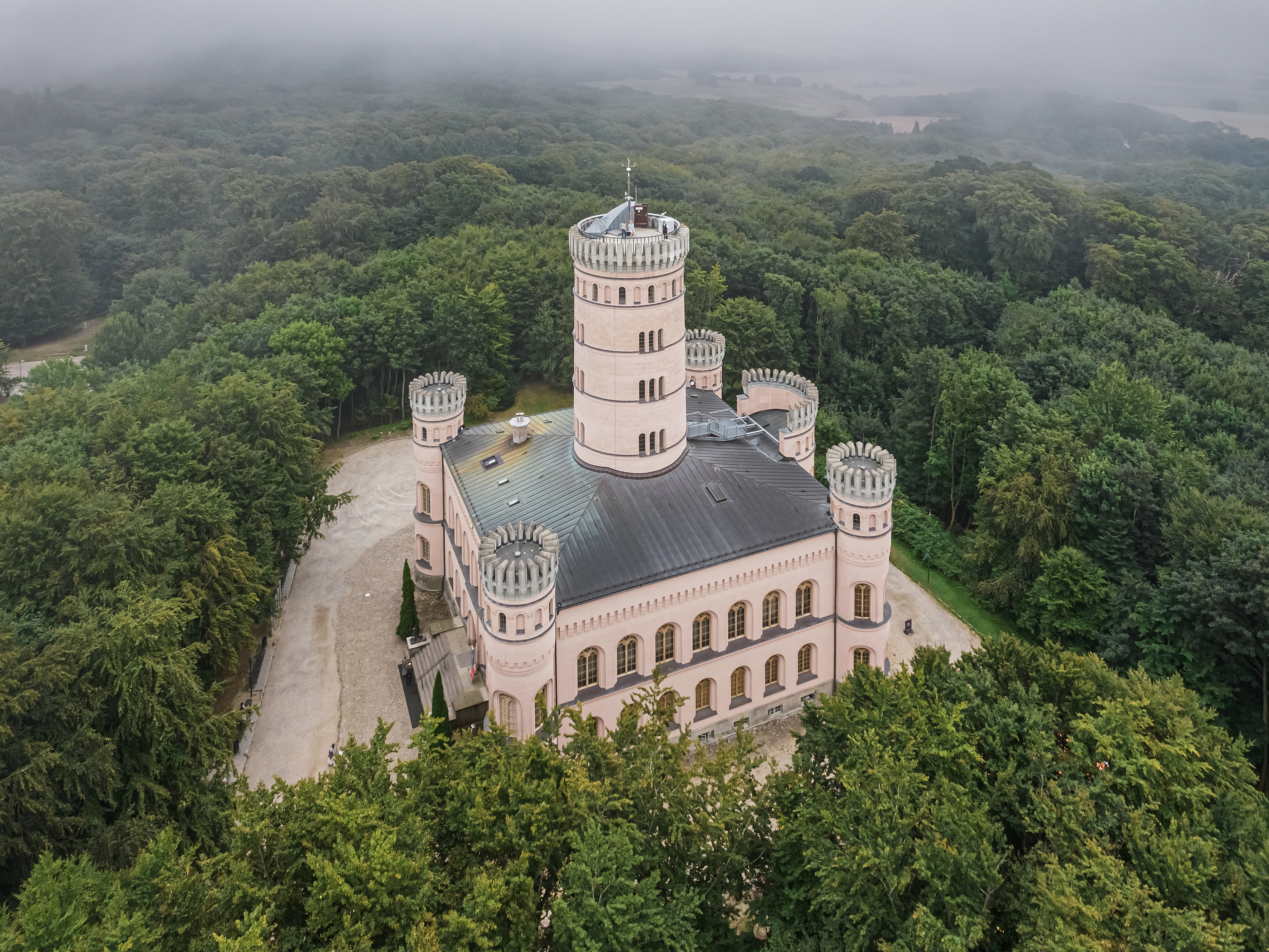
Granitz Slott på Rügen
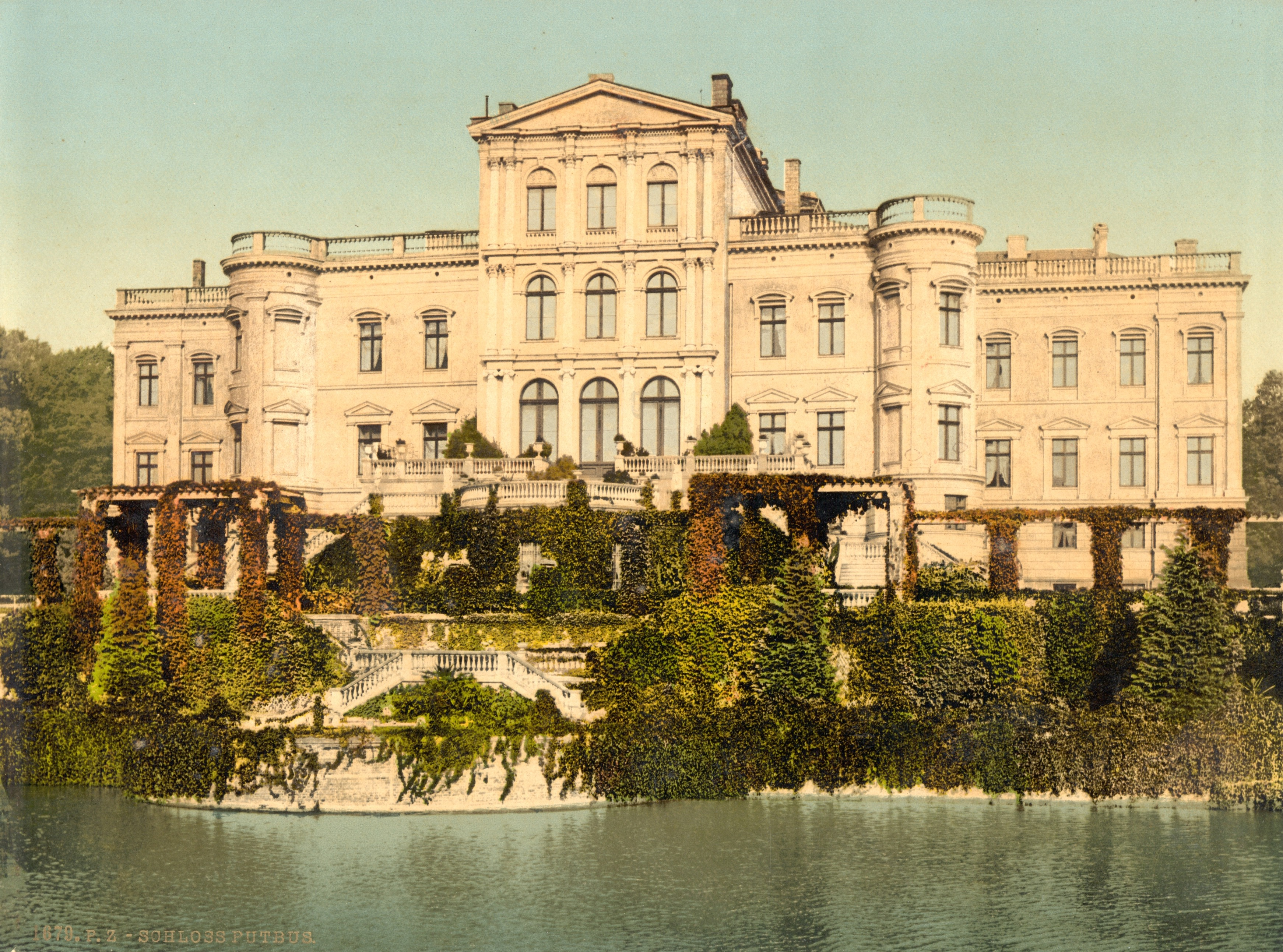
Putbus Slott på Rügen

## Utmärkelser

### Preussiska Utmärkelser
- Riddare av Preussiska Svarta örns orden, med Kedja
- Riddare av 1:a Klass av Preussiska Röda örns orden, i Briljanter
- Hedersriddare av Preussiska Johaniterorden,

### Svenska Utmärkelser
- Kommendör med Stora Korset av Nordstjärnorden,
- Riddare av Svärdsorden,

### Danska Utmärkelser
- Storkors av Danska Dannebrogsorden, i Briljanter